# Shirley Jones
Shirley Mae Jones (Charleroi, Pensilvânia, 31 de março de 1934) é uma cantora e atriz norte-americana de teatro, cinema e televisão. Ela estrelou com personagens fortes em uma série de filmes musicais como Oklahoma!, Carousel e The Music Man. Ganhou o Oscar de melhor Atriz (coadjuvante/secundária) por interpretar uma prostituta em Elmer Gantry. Ela é, provavelmente, mais conhecida por interpretar Shirley Partridge a mãe viúva de cinco crianças no sitcom The Partridge Family, coestrelado por seu enteado, na vida real, David Cassidy, filho de Jack Cassidy.

## Vida
Shirley Jones nasceu em Charleroi, Pensilvânia, um subúrbio de Pittsburgh. Marjorie Williams, uma dona-de-casa com espírito forte e rigoroso e Paul Jones, donos do Jones Brewing Company, eram seus pais. Filha única, teve seu nome devido à atriz Shirley Temple. Sua família mudou-se para as proximidades de Smithton, Pensilvânia. Jones já podia cantar assim que começou a falar. Encorajada pelos seus conselheiros de acampamento de verão, sua família arranjou para a adolescente Shirley um estudo de duas vezes por semana, em Pittsburgh, com o mundialmente renomado cantor e professor, Ralph Lawando. Depois, ela frequentemente se juntava com seu pai para shows no "Pittsburgh Playhouse", onde se apaixonou pelo teatro musical.

## Começo de carreira no teatro
Em Manhattan, um dos amigos de Shirley a convenceu a cantar para um agente da Broadway, Gus Sherman. Sherman teve o prazer de contratar Jones e, com aprovação dos pais, ela se mudou para Nova Iorque e se deu um ano para se tornar uma atriz da Broadway. Ela só tinha 100 dólares no bolso. Caso não obtivesse sucesso, ela teria que voltar para Smithton e trabalhar como veterinária. Sua primeira audição foi a substituição de uma menina de um coro em uma longa temporada do musical, South Pacific. Rodgers and Hammerstein, o autor de South Pacific, viu um grande potencial em Shirley. Ela se tornou a cantora principal e somente cantou para ficar em contato com os compositores. Fez seu segundo show da Broadway, Me and Juliet. Em turnê, ela ganhou respeito e elogios.

## Atriz de filmes nos anos de 1950 e 1960
Jones impressionou Richard Rodgers e Oscar Hammerstein II, com sua voz musicalmente treinada e foi escolhida como protagonista feminina, na adaptação cinematográfica de seu maior sucesso, Oklahoma! em 1955. Outros musicais que seguiram rapidamente foram Carousel, de 1956, April Love de 1957 e The Music Man, de 1962, em que ela, muitas vezes, foi caracterizada com uma personagem. No entanto, ela ganhou, em 1960, um Oscar de melhor Atriz (coadjuvante/secundária) por sua performance em Elmer Gantry como uma mulher corrompida pelo personagem principal, interpretado por Burt Lancaster. A personagem de Jones se torna uma prostituta que encontra seu "sedutor" anos mais tarde e se vinga. Se reuniu com Ron Howard (que teve um papel em The Music Man) em The Courtship of Eddie's Father, em 1963. Jones fez o papel de uma senhora que se apaixonou pelo professor em Fluffy, de 1965. Além disso, tem uma impressionante currículo, incluindo o personagem-título no musical Broadway, Maggie Flynn, de 1968.

## Artista requisitada
Na adolescência, Jones fez sua estreia em um episódio de Fireside Theatre. O show a levou a ser convidada para vários outros programas e isso se tornou uma característica da sua carreira: Gruen Guild Playhouse, Ford Star Jubilee, Playhouse 90, Lux Video Theatre, The United States Steel Hour, The DuPont Show of the Month, Make Room for Daddy, onde ela interpretou ela mesma, The Comedy Spot, Bob Hope Presents the Chrysler Theatre, The Name of the Game, McMillan and Wife, Disneyland, The Love Boat, Hotel, Murder, She Wrote, Melrose Place, Sabrina the Teenage Witch, entre diversos.

## Filmografia

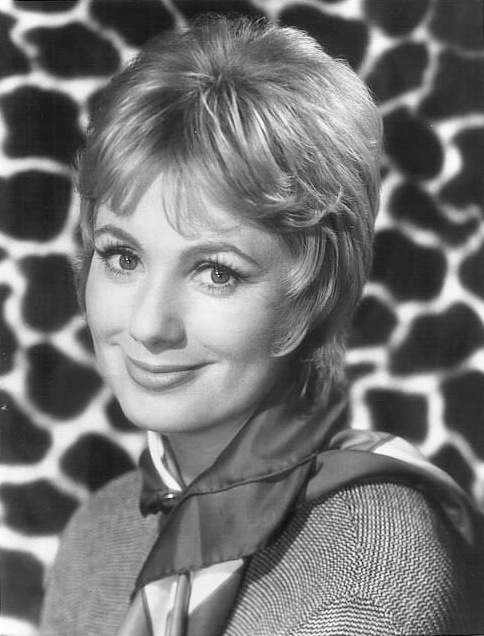
Em foto promocional da década de 1970, para a série The Partridge Family

| - Oklahoma! (1955) - CarouselCarroussel (1956) - April Love - Primavera do Amor (1957) - Never Steal Anything Small (1959) - Bobbikins (1959) - Elmer Gantry - Entre Deus e o Pecado (1960) - Pepe (filme) - Pepe (1960) - Two Rode Together - Terra Bruta (1961) - The Music Man O Vendedor de Ilusões (1962) - The Courtship of Eddie's Father (1963) - A Ticklish Affair (1963) - Dark Purpose (1964) - Bedtime Story - Dois Farristas Irresistíveis (1964) - Fluffy- O Leão Está à Solta (1965) - The Secret of My Success (1965) - The Gulf (1969) - The Happy Ending (1969) | - Oddly Coupled (1970) - The Cheyenne Social Club (1970) - Beyond the Poseidon Adventure (1979) - Tank (1984) - Jack L. Warner: The Last Mogul (1993) (documentário) - Cops n Roberts (1995) - This Is My Father (1998) (documentário) - Gildeon (1999) - The Adventures of Cinderella's Daughter (2000) - Ping! (2000) - Shriek If You Know What I Did Last Friday the Thirteenth (2000) - Manna from Heaven (2002) - The Creature of the Sunny Side Up Trailer Park (2004) - Raising Genius (2004) - Grandma's Boy (2006) - Christmas Is Here Again (2007) (voz) |

## Televisão
| - Out of the Blue (1968) (piloto, não lançado) - Silent Night, Lonely Night (1969) - The Partridge Family- A Família Dó, Ré, Mi (1970-1974) - The Girls of Huntington House (1973) - The Family Nobody Wanted (1975) - Winner Take All (1975) - The Lives of Jenny Dolan (1975) - Yesterday's Child (1977) - Evening in Byzantium (1978) - Who'll Save Our Children? (1978) - A Last Cry for Help (1979) | - Shirley (1979-1980) - The Children of An Lac (1980) - Inmates: A Love Story (1981) - The Adventures of Pollyanna (1982) - Hotel (1983) (piloto para a série) - Charlie (1989) (piloto, não lançado) - Dog's Best Friend (1997) - Hidden Places (2006) - Monarch Cove (2006) - Days of our Lives (2008) - Ruby & The Rockits (2009) |

## Teatro
| - South Pacific (1953) (Broadway, papel principal) - Me and Juliet (1954) (Chicago) - Oklahoma! (1956) (Tour Europeia com Jack Cassidy) - The Beggar's Opera (1957) (com Jack Cassidy) - Wish You Were Here! (1959) (Dallas State Fair Theater com Jack Cassidy) - The Sound of Music (1966) (Regional - vários) - Maggie Flynn (1967) (Broadway com Jack Cassidy) - Wait Until Dark (1967) (com Jack Cassidy) - The Marriage Band (1972) (com Jack Cassidy) | - On a Clear Day You Can See Forever (1974) - Show Boat (1976) - The Sound of Music (1977) - Bitter Sweet (1982) - Love Letters (1994) (com Marty Ingels) - The King & I (1994) - Love Letters (1995) (com Marty Ingels) - 42nd Street (2004) (Broadway com Patrick Cassidy) - Carousel (2005) |